# Relations entre la Cour pénale internationale et l'Union européenne
Les relations entre la Cour pénale internationale (CPI) et l'Union européenne se sont développées à la suite de l'adoption, par l'Union européenne, d'une position commune à son sujet, le 16 juin 2003.
Du fait de son statut non étatique, l'Union européenne n'est pas partie à la Cour pénale internationale, mais tous ses États membres sont signataires du Statut de Rome et l'Union a été l'un des plus importants soutiens à la CPI. L'UE a aussi accordé un soutien financier, politique et technique à la Cour, ce qui s'explique aussi par la localisation du siège de la CPI, à La Haye (Pays-Bas).

## Positions et accords
En 2001, l'Union européenne s'accorda sur une position commune soutenant fortement la Cour pénale internationale. La position a été mise à jour en 2003 et combinée avec un plan d'action,.
Un accord de coopération de 2006 entre l'Union et la Cour pénale internationale oblige l'Union et ses membres à assister la CPI, en particulier en transférant des informations classifiées à la Cour,. Les exemples de coopération incluent le soutien de l'Union à l'activité de la CPI en République démocratique du Congo et au Darfour, y compris le Centre satellitaire de l'Union européenne fournissant de l'imagerie et des rapports à la CPI.
L'accord de Cotonou, que l'Union européenne a conclu avec les pays d'Afrique, Caraïbes et Pacifique comprend un article contraignant signalant le soutien de ces États à la CPI. Ainsi, ces États doivent prendre les mesures nécessaires à la ratification et à la mise en œuvre du statut de Rome et des actes liés. L'Union européenne a inséré des clauses similaires dans les accords d'association qu'elle a signé.

## Soutien financier
Tous les États membres de l'Union européenne ont ratifié le Statut de Rome (qui crée la CPI, entré en vigueur en 2002) et par conséquent, du fait que peu d'autres grandes puissances soient membres de la CPI, l'Union est le plus important contributeur financier à la CPI (avant l'adhésion du Japon en 2007, cela représentait 75,6 %. Après son adhésion, sa contribution représente encore 57,4 %). L'Union soutient aussi les organisations soutenant la Cour.

## Soutien diplomatique
L'Union est le plus important soutien de la CPI. Cela s'est exprimé dans presque toutes les instances. D'une certaine façon, l'Union a agi comme organe de relations publiques de la CPI et a encouragé les États du monde à adopter le Statut de Rome (en l'incluant dans des accords commerciaux par exemple). Du fait de la difficulté des travaux de la Cour, et de l'opposition des puissances telles que les États-Unis, ce soutien a été indispensable et, par conséquent, l'Union a utilisé la CPI pour marquer sa présence.

## Sources

## Compléments